# Jerzy Neyman
Jerzy Spława-Neyman (Tighina, 16 de abril de 1894 — Oakland, 5 de agosto de 1981) foi um matemático polonês-estadunidense.